# Tiggrinnan
Tiggrinnan är ett album från 2016 av Pernilla Andersson.

## Låtlista
| Nr           | Titel                                                     | Längd |
| ------------ | --------------------------------------------------------- | ----- |
| 1.           | Sitter tyst med Billie Holiday                            | 4:45  |
| 2.           | Bättre än så här                                          | 3:32  |
| 3.           | Tiggrinnan                                                | 4:20  |
| 4.           | Balladen om missförståndet gällande Florence Nightinggale | 5:07  |
| 5.           | Svit: Jag börjar om                                       | 8:10  |
| 6.           | Mitt guld                                                 | 2:55  |
| 7.           | Lätta steg, mjuka moln                                    | 4:00  |
| 8.           | Vaggvisa                                                  | 2:20  |
| Total längd: | Total längd:                                              | 35:09 |

## Listplaceringar
| Lista (2016) | Topplacering |
| ------------ | ------------ |
| Sverige      | 5            |